# Фаленовичи
Фаленовичи (серб. Фаљеновићи / Faljenovići) — село в общине Вишеград Республики Сербской Боснии и Герцеговины. В настоящее время село необитаемо.